# Lugalbanda
Lugalbanda (sumer  LUGAL.BANDA3) mitikus uruki király, elődjének, Enmerkarnak veje. Felesége a később istennőként tisztelt Ninszun, Enmerkar leánya, kettőjük gyermeke Gilgames. Mitikus uralkodó ugyan, de valószínűleg történeti személy is egyben. Már az i. e. 25. századból származó irodalmi szövegekben feltűnik a neve, mint Ninszun kedvese. Nevét általában „ifjú király” alakban fordítják, de a mítoszok alapján a BANDA3 több jelentésű szónak egy másik értelme, a „rész” (vagy „hányados”) is elfogadható. Az „ifjú király” sem felvett uralkodói névként, sem születési névként nem értelmezhető probléma nélkül, míg a „részek királya” jelentés összevethető azzal a ténnyel, hogy a Lugalbanda-ciklus egyetlen története sem nevezi királynak őt. Ez a fordítás egyben azt is jelentheti, hogy Enmerkart közvetlenül Gilgames követte Uruk trónján, Lugalbanda pedig uralkodó herceg volt Ninszun férjeként. Sőt a BANDA4, BANDA5 és a BAN3.DA írásjelekkel írva „támogatást” is jelenthet. A sumer királylistákon időnként Lugalbanda és Gilgames között szerepel Dumuzi
Lugalbandát a sumer királylisták általában a vízözön utáni második királyként említik, néha kifejezetten istenként, máskor a „pásztor” jelzővel, 1200 év uralkodási időt tulajdonítva neki. Régészeti leletekből, írott forrásokból léte eddig nem igazolt. Két történet maradt fenn az uruki epikus ciklusban, amelyben főszereplő, de nem király, hanem Enmerkar hadvezére. A III. uri dinasztia (i. e. 21. század) korából származnak. Ezek a Lugalbanda a hegyek mélyén (vagy Lugalbanda és a tudósok, esetleg Lugalbanda és a hegyi barlang), valamint a Lugalbanda és az Anzu-madár, amelyet sokszor Lugalbanda II címen említenek. Mindkettőnek csak a későbbi változatai ismertek. Találtak egy töredéket még a III. uri dinasztia korából, amelyen egészen más verzió olvasható, mint bármelyik i. e. 18. századi változatban.
Lugalbanda Ninszunnal párhuzamosan istenné vált, sokszor csak Ninszun férjeként emlegetik. A farai legkorábbi istenlistákban az ő neve külön jelenik meg és sokkal alacsonyabb rangú, mint Ninszun. A későbbi hagyományokban – még a Szeleukida időszakban is – egymás mellett szerepeltetik őt és Ninszunt. Isteni tisztelete már a III. uri dinasztia idején igazolható, Nippurból, Urból, Ummából és Puzris-Daganból is előkerültek erre utaló írások. Az óbabiloni korban Szín-kásid Urukban templomot épített neki és Ninszunnak – ez az É-KI.KAL – és leánya, Niszi-ini-szu Lugalbanda papnője lett.
Már a III. uri dinasztia korában a királyi himnuszok szereplője. Ur-Nammu és Sulgi Lugalbandát és Ninszunt isteni szüleiknek nevezik, így váltak Gilgames testvéreivé. Szín-kásid ezt a hagyományt is felelevenítette.